# Велотрек «Динамо»
Велотрек «Динамо» (велотрек спортивного товариства «Динамо») — велотрек у м. Харків, збудований у 1958 р. Розташований у Шевченківському районі міста по вулиці Новгородській, за будівлею № 76 (тир «Сафарі»), на території комплексу «Динамо», що навпроти північного входу у Центральний парк культури та відпочинку.
Велотрек є складовою частиною спортивного комплексу «Динамо», який станом на 2017 рік включає ще: футбольно-легкоатлетичний стадіон «Динамо», адміністративну будівлю із залами боксу та спортивної гімнастики, легкоатлетичний манеж із майданчиком для міні-футболу та залом боротьби, 7 тенісних кортів, 2 волейбольних майданчика, запасне футбольне поле, міні-футбольний майданчик і тренажерний зал. Також на території спорткомплексу знаходиться готель «Динамо» з критим басейном.
Адреса комплексу — 61023, Харків, вул. Динамівська, 3.

## Інфраструктура
Велотрек включає в себе: кільце велотреку 333 м, трибуни на 400 місць, душові, роздягальні і зали для тренувань та зберігання інвентарю.
У 2016 році був проведений капітальний ремонт велотреку, у 2017 році велотрек оновили перед проведенням чергового чемпіонату країни.
Біля треку працює велопрокат/майстерня (з 9:00 до 19:00).

## Історія

велодром «Динамо» Харків. стара світлина.

У 1927 році лідер велосипедистів «Динамо» В. Ткачук на перших офіційних змаганнях, які проходили на тільки збудованому велотреку «Металіст», переміг в гіті на 200 м з місця — 16,6 с та на 1'000 м — 1,47 с, а на Всеукраїнських змаганнях, що проходили там же, він знов був першим в гіті на 200 м, виграв гонку на 20 км, а в складі збірної міста — командну гонку на 7,5 км. У гонці на 5 км був другим.
Поступово динамівці ставали все сильніше на трасах самих різних змагань з велоспорту. У 1935 році Олександр Чорний виграв гонку Харків—Бєлгород—Харків (150 км). У 1937 році чемпіонкою України в шосейній гонці на 50 км стала Клавдія Гончаренко, вона подолала дистанцію за 1:47.09,7. А в 1938-му Гончаренко стала чемпіонкою республіки і на треку, за сумою чотирьох гітів.
На 30 грудня 1950 року спортсменам «Динамо» належав 31 рекорд у велоспорті із 50-ти. Тож, стала наочною необхідність у наявності свого командного велотреку.
У збірній Союзу з велоспорту харківське «Динамо» представляв спринтер Борис Фурсенко, ним опікувався перший заступник голови центральної ради «Динамо» А. Купріянов. Вони почали шукати можливості для спорудження в Харкові першого в динамівській організації велодрому.
Коли проект був «прив'язаний» до конкретного місця, розгорнули земляні роботи. Довелося знести зведені на початку 30-х років душові та примітивну лижну базу.
Остаточно завершити роботи вдалося навесні 1958 року, а влітку на полотні трека вперше розіграли нагороди особисто-командної першості СРСР.
Велотрек «Динамо», приймав чемпіонати України та СРСР. Шану харківському велотреку приносили динамівські велогонщики, серед яких дворазова чемпіонка і багаторазовий призер чемпіонатів світу Ірина Кириченко.

## Галерея

Світлини велотрека «Динамо»
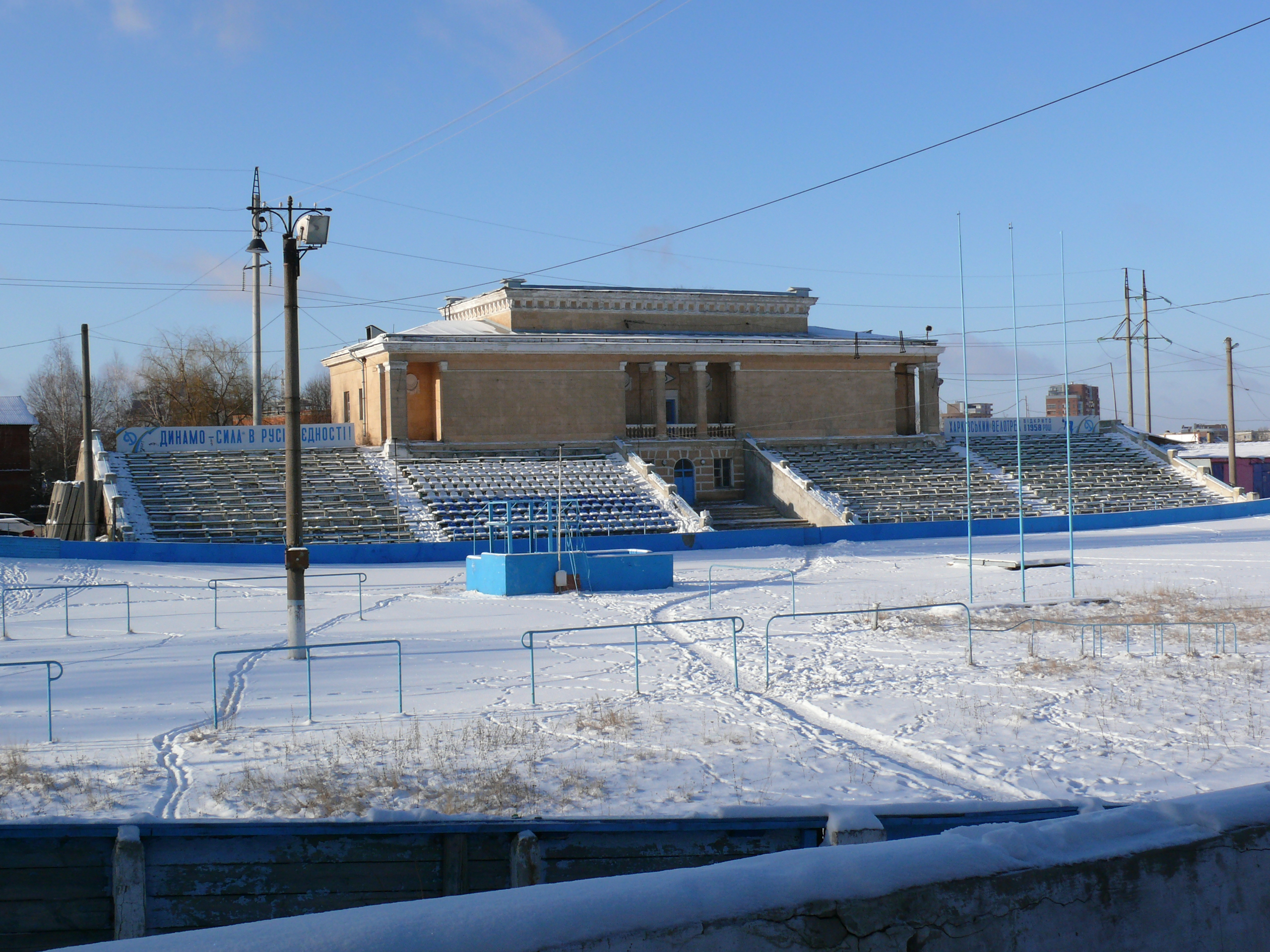
Файл:DinamoVelotrackKharkovWinter.JPGВелотрек «Динамо» взимку
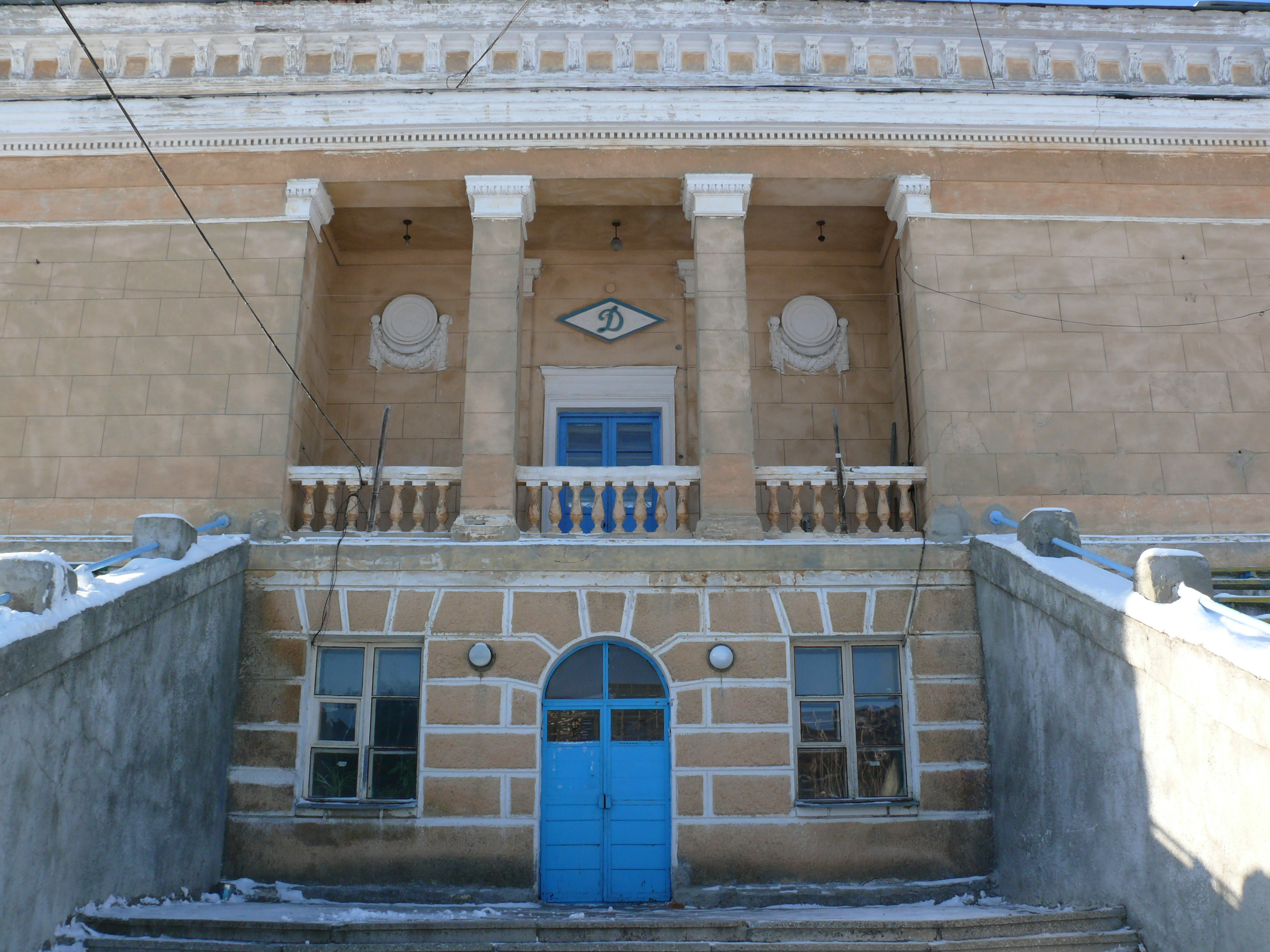
Файл:DinamoVelotrackKharkovFas.JPGФасад будівлі велотреку
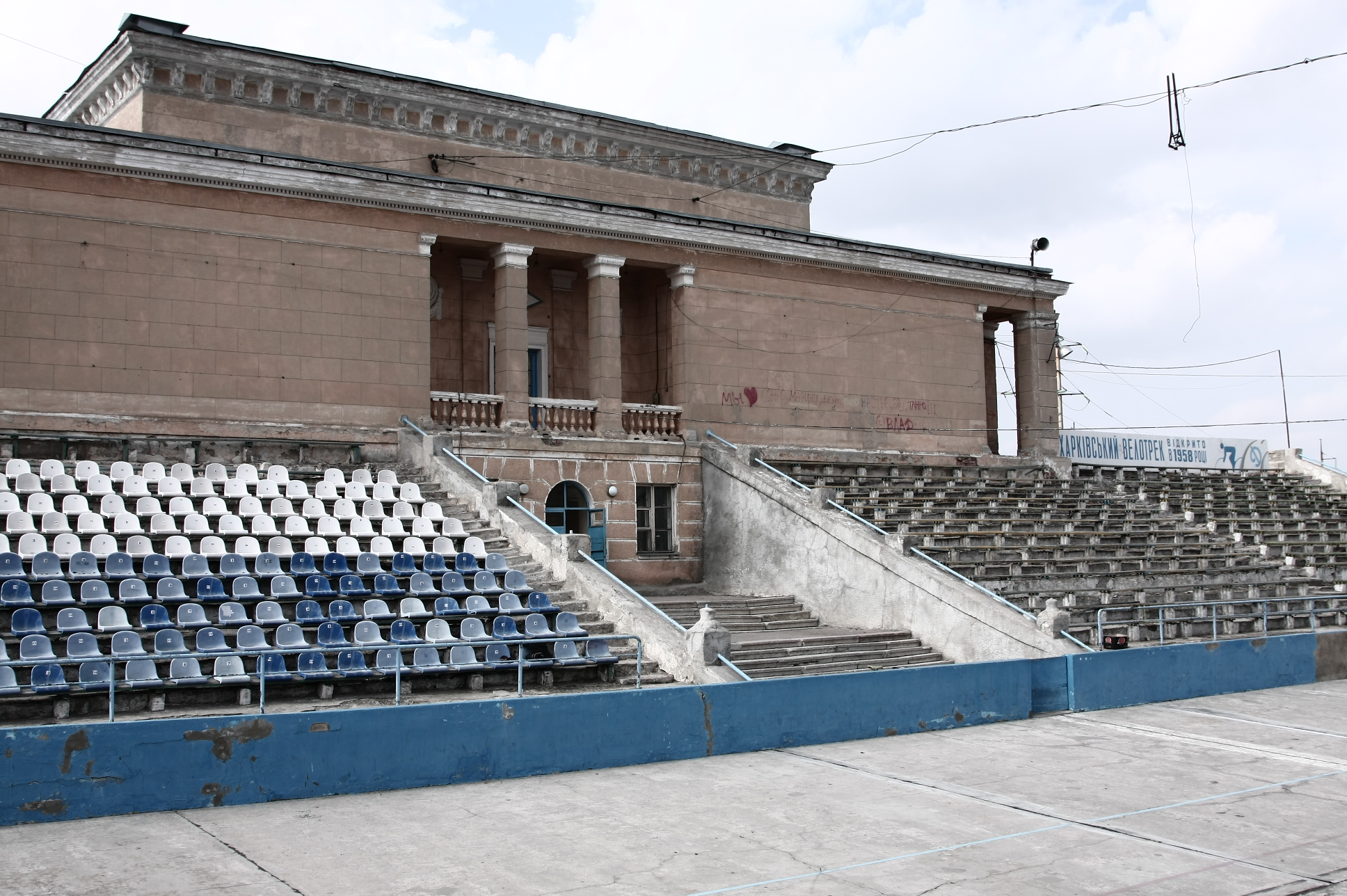
Файл:Velodrome_"Dinamo"_in_Kharkiv,_Ukraine_2011.JPGвелотрек станом на 2011 р.